# Gerhard Storz
Gerhard Storz (* 19. August 1898 in Rottenacker; † 30. August 1983 in Leonberg) war ein deutscher Pädagoge, Schriftsteller, Literaturwissenschaftler, CDU-Politiker und von 1958 bis 1964 Kultusminister des Landes Baden-Württemberg.

## Biografie
Gerhard Storz wurde am 19. August 1898 in Rottenacker (Württemberg) als Sohn eines evangelischen Pfarrers geboren. Er besuchte in Esslingen am Neckar das Gymnasium (das heutige Georgii-Gymnasium) und diente von 1916 bis 1918 als freiwilliger Unteroffizier im Ersten Weltkrieg. Storz studierte Klassische Philologie, Archäologie, Philosophie und Germanistik in Tübingen. Während seines Studiums wurde er 1919 Mitglied der burschenschaftlichen Tübinger Königsgesellschaft Roigel. 1922 legte er sein Erstes Staatsexamen ab. In dieser Zeit nahm er Unterricht an einer Schauspielschule. Sein Referendariat machte er am Eberhard-Ludwigs-Gymnasium Stuttgart und legte 1923 sein Zweites Staatsexamen ab. Bei Wilhelm Schmid wurde er  über „Die sprachliche Darstellung des Wahrheitsbegriffes in der griechischen Literatur vor Plato“ promoviert.
Nach seinem Studiums arbeitete er einige Jahre als Theaterspielleiter und Regisseur bei der Württembergischen Volksbühne Stuttgart und beim Badischen Staatstheater Karlsruhe. 1932 trat er in den Schuldienst ein, ging als Studienassessor an die Oberschule in Biberach an der Riß, war dann ein Jahr lang Oberspielleiter des Stadttheaters Dortmund und kam 1935 als Studienrat an die Mergenthaler-Oberschule in Schwäbisch Hall (heute Gymnasium bei St. Michael). Am 1. Juni 1933 wurde er Mitglied des Nationalsozialistischen Lehrerbundes (NSLB). Er wurde Mitglied der Reichstheaterkammer und bis 1934/35 der Bühnengenossenschaft. Von 1935 bis zu deren Verbot 1943 schrieb er für die renommierte Frankfurter Zeitung. Der engagierte Lehrer, überzeugte Humanist und heimliche Gegner des Nationalsozialismus vergewisserte sich gegenseitig mit Dolf Sternberger seiner Dissidenz. Zu seinen Schülern gehörte auch Erhard Eppler.
Aus Kriegsdienst 1944/45 und Gefangenschaft kehrte er im November 1945 zurück und wurde 1947 zum Leiter seiner ehemaligen Oberschule in Schwäbisch Hall berufen. Daneben war er einige Zeit Studienleiter der Staatlichen Akademie für Lehrerfortbildung auf der Comburg. Als Gemeinderat und Mitbegründer des Stadt- und Kreisverbands der CDU engagierte sich Storz für den demokratischen Neuanfang.
1958 berief ihn Ministerpräsident Gebhard Müller zum Kultusminister. Als solcher war er u. a. für die Reform der gymnasialen Oberstufe, die Gründung der Universitäten Konstanz und Ulm, den Ausbau der Pädagogischen Hochschulen sowie für bedeutende Kunsterwerbungen der Neuen Staatsgalerie in Stuttgart verantwortlich. 1964 verzichtete er auf seinen Ministerposten und war in den folgenden Jahren als Honorarprofessor in Tübingen und als Gastprofessor an verschiedenen Universitäten in den USA und Kanada tätig.
Trotz seiner politischen Ämter blieb Storz Schriftsteller, war Mitglied des PEN-Clubs und von 1966 bis 1972 Präsident der Deutschen Akademie für Sprache und Dichtung in Darmstadt. Er veröffentlichte zahlreiche Titel insbesondere zu literaturwissenschaftlichen Themen, befasste sich aber auch mit dem Theaterwesen, gab Schulbücher für den Deutschunterricht heraus, schrieb Romane und Reiseberichte sowie zwei autobiografische Bücher. Die Schillerforschung verdankt ihm wesentliche Impulse. Er war Mitglied der Deutschen Schillergesellschaft, deren Ausschuss er 1952 sowie von 1972 bis 1980 angehörte. Zu seinen sprachkritischen Arbeiten gehört das zusammen mit Dolf Sternberger und Wilhelm Emanuel Süskind herausgegebene Buch Aus dem Wörterbuch des Unmenschen (1957) über die Sprache des Nationalsozialismus, das auf einer zwischen 1945 und 1948 in der Zeitschrift Die Wandlung erschienenen Artikelserie beruhte.
Gerhard Storz starb am 30. August 1983 in Leonberg.

## Familie und Privates
Gerhard Storz war zweimal verheiratet; sein Sohn aus erster Ehe war der Filmemacher und Schriftsteller Oliver Storz (1929–2011).

## Ehrungen und Auszeichnungen
- 1956: Ehrensenator der Universität Tübingen
- 1963: Großes Bundesverdienstkreuz
- 1965: Großes Bundesverdienstkreuz mit Stern und Schulterband
- 1965: Dr. litt. und Ehrendoktor (Dr. h. c.) des Middlebury College of Modern Languages and Literatures in Vermont, USA
- 1966: Konrad-Duden-Preis
- 1968: Johann-Heinrich-Merck-Ehrung
- 1971: Schiller-Gedächtnispreis

- 1975: Verdienstmedaille des Landes Baden-Württemberg[1]

- 1979: Ehrendoktor (Dr. h. c.) der Universität Stuttgart
- Schubart-Literaturpreis

Nach ihm benannt ist der von der Stiftung Humanismus heute vergebene Gerhard-Storz-Preis. Er wird für Aufführungen antiker Theaterstücke oder von Stücken, die an die Tradition der Antike anknüpfen, vergeben. Am alle zwei Jahre stattfindenden Wettbewerb können Theatergruppen aus Schulen in Baden-Württemberg teilnehmen.
In Biberach an der Riß wurde die Gerhard-Storz-Straße nach ihm benannt.

## Selbstständige Veröffentlichungen
- Das Theater in der Gegenwart. Eine zeitkritische Betrachtung. Karlsruhe 1927
- Laienbrevier über den Umgang mit der Sprache. Frankfurt a. Main 1937
- Der Lehrer. Erzählung. Frankfurt a. Main 1937 (unter dem Pseudonym Georg Leitenberger)
- Das Drama Friedrich Schillers. Frankfurt a. Main 1937
- Musik auf dem Lande. Mit 15 Zeichnungen von Albert Fuß, Frankfurt a. Main 1939 (unter dem Pseudonym Georg Leitenberger)
- Der immerwährende Garten. Eine Erzählung. (unter dem Pseudonym Georg Leitenberger), Tübingen 1940
- Gedanken über die Dichtung. Frankfurt a. Main 1941
- Die Einquartierung. Erzählung. Stuttgart 1946
- Jeanne d'Arc und Schiller. Eine Studie über das Verhältnis von Dichtung und Wirklichkeit. Freiburg i Br. 1947
- Der Lehrer. Erzählung. Stuttgart 1948
- Reise nach Frankreich. Erzählung. Stuttgart 1948
- Umgang mit der Sprache. Stuttgart 1948
- Goethe-Vigilien oder Versuche in der Kunst, Dichtung zu verstehen. Stuttgart 1953
- Kennst du das Land...? Italien Con Amore bereist von Gerhard Storz. (Kleine Turmhausbücherei, H. 9), Stuttgart 1955
- Sprache und Dichtung. München 1957
- zusammen mit Dolf Sternberger und Wilhelm Emanuel Süskind: Aus dem Wörterbuch des Unmenschen. Hamburg 1957
- Der Dichter Schiller. Stuttgart 1959
- Friedrich Schiller. (Athenäum-Schriften, Bd. 2), Frankfurt a. Main/Bonn 1960
- Figuren und Prospekte. Ausblicke auf Dichter und Mimen. Sprache und Landschaft, Stuttgart 1963
- 40 Jahre Freilichtspiele Schwäbisch Hall. Schwäbisch Hall 1966
- Schwäbische Romantik. Dichter und Dichterkreis im alten Württemberg. Stuttgart 1967
- Heinrich Heines Lyrische Dichtung. Stuttgart 1971
- Im Lauf der Jahre. Ein Lebensbericht aus der ersten Jahrhunderthälfte. Stuttgart 1973
- Sprachanalyse ohne Sprache. Bemerkungen zur modernen Linguistik. (Versuche, Bd. 21), Stuttgart 1975
- Das Spiel auf der Treppe. Freilichtspiele Schwäbisch Hall. Schwäbisch Hall 1975
- Zwischen Amt und Neigung. Ein Lebensbericht aus der Zeit nach 1945. Stuttgart 1976
- Capriccios. Stuttgart 1978
- Das Wort als Zeichen und Wirklichkeit. Von der Zwienatur der Sprache. Ein Essay. Stuttgart 1980
- Karl Eugen. Der Fürst und das „alte gute Recht“ Stuttgart 1981
- Deutsch als Aufgabe und Vergnügen. Stuttgart 1984

(Anm.: ohne Anspruch auf Vollständigkeit!)

### Autobiografisches
- Im Lauf der Jahre. Ein Lebensbericht aus der ersten Jahrhunderthälfte. Stuttgart 1973
- Zwischen Amt und Neigung. Ein Lebensbericht aus der Zeit nach 1945. Stuttgart 1976

## Artikel und Aufsätze (Auswahl)
- Venedig. In: Brot und Wein. Jahresgabe Schwäbischer Dichtung 1958. S. 16–22
- Meditation über das Schwäbische. In: Schwaben unter sich über sich, Frankfurt a. Main 1976, S. 195–199
- Bemerkungen zu Mundart und Mundartdichtung. In: Badische Heimat 59 (1979), S. 71–74